# Quinkana
Quinkana è un genere estinto di rettili, appartenente ai crocodilomorfi. Visse in Australia e i suoi resti fossili sono stati ritrovati in terreni che vanno dall'Oligocene superiore (circa 25 milioni di anni fa) al Pleistocene superiore (40.000 anni fa).

## Descrizione
Questo coccodrillo possedeva un cranio molto robusto (da qui l'epiteto specifico della specie Quinkana fortirostrum), dotato di lunghi denti incurvati all'indietro e compressi lateralmente. Il corpo robusto era sorretto da forti zampe, più lunghe che nella maggior parte dei coccodrilli noti.  Le forme più antiche (dell'Oligocene e del Miocene) erano lunghe circa due metri, mentre quelle del Pliocene e del Pleistocene erano molto più grandi: Quinkana fortirostrum poteva superare i cinque metri di lunghezza.

## Classificazione
Quinkana è un rappresentante dei mekosuchini (Mekosuchinae), una sottofamiglia di coccodrilli che si evolse indipendentemente in Oceania, e che occupò numerose nicchie ecologiche. Quinkana, apparso durante l'Oligocene, si sviluppò nella direzione di grande predatore terrestre. La specie più antica è Q. meboldi, dell'Oligocene superiore; Q. timara risale al Miocene medio (circa 15 milioni di anni fa), mentre Q. babarra visse nel Pliocene inferiore (circa 5 milioni di anni fa). L'ultima specie nota è Q. fortirostrum del Pliocene e del Pleistocene.

## Stile di vita
Le lunghe e robuste zampe di Quinkana erano adatte a uno stile di vita tipicamente terrestre, e probabilmente questo animale era uno dei più grandi predatori del suo habitat: in quanto a dimensioni, nel Pleistocene australiano Q. fortirostrum era superato solo dal varano gigante Megalania. I denti compressi lateralmente (zifodonti), inoltre, sono tipici dei predatori terrestri: i coccodrilli attuali possiedono robusti denti conici perché la loro strategia di caccia prevede semplicemente di afferrare la preda e trascinarla sott'acqua, mentre i predatori terrestri devono utilizzare i loro denti per mordere e strappare la carne.